# Akionlahti
Akionlahti este o arie protejată (arie specială de conservare — SAC, sit de importanță comunitară — SCI, arie de protecție specială avifaunistică — SPA) din Finlanda întinsă pe o suprafață de 260 ha, din care 54 % marine.

## Localizare
Centrul sitului Akionlahti este situat la coordonatele 64°59′19″N 25°17′14″E / 64.9886°N 25.2872°E.

## Înființare
Situl Akionlahti a fost declarat sit de importanță comunitară în august 1998 pentru a proteja 2 specii de plante și 49 de specii de animale. Alte tipuri de protecție:
- arie de protecție specială avifaunistică (în august 1998)[2]
- arie specială de conservare (în aprilie 2015)[1][3][4]

## Biodiversitate
Situată în ecoregiunea boreală, aria protejată conține 6 habitate naturale: Lagune de coastă, Pășuni de coastă din Baltica boreală, Mlaștini turboase de tranziție și turbării mișcătoare, Păduri naturale în etape succesive primare ale suprafețelor emergente de coastă, Păduri fino-scandinave bogate în ierburi cu Picea abies, Păduri caducifoliate de mlaștină fino-scandinave.
La baza desemnării sitului se află mai multe specii protejate:
- plante (2): Alisma wahlenbergii, Primula nutans
- păsări (49): rață sulițar (Anas acuta), gâscă de semănătură (Anser fabalis), stârc cenușiu (Ardea cinerea), pietruș (Arenaria interpres), ciuf de câmp (Asio flammeus), rață-cu-cap-castaniu (Aythya ferina), rața moțată (Aythya fuligula), Aythya marila, buhai de baltă (Botaurus stellaris), Calidris alpina schinzii, prundaș de nămol (Calidris falcinellus), bătăuș (Calidris pugnax), fugaci pitic (Calidris temminckii), erete de stuf (Circus aeruginosus), erete vânăt (Circus cyaneus), gușă vânătă (Cyanecula svecica), lebădă de iarnă (Cygnus cygnus), Emberiza rustica, șoim de iarnă (Falco columbarius), șoimul rândunelelor (Falco subbuteo), vânturel roșu (Falco tinnunculus), cocor (Grus grus), codalb (Haliaeetus albicilla), Hydrocoloeus minutus, pescăriță mare (Hydroprogne caspia), Larus fuscus fuscus, pescăruș râzător (Larus ridibundus), sitar de mal nordic (Limosa lapponica), becațină mică (Lymnocryptes minimus), Lyrurus tetrix tetrix, rață pestriță (Mareca strepera), rață catifelată (Melanitta fusca), rață neagră (Melanitta nigra), Mergellus albellus, codobatura galbenă (Motacilla flava), vultur pescar (Pandion haliaetus), notatița cu ciocul subțire (Phalaropus lobatus), ploier auriu (Pluvialis apricaria), corcodel-urechiat (Podiceps auritus), cresteț pestriț (Porzana porzana), Spatula clypeata, rață cârâitoare (Spatula querquedula), chiră de baltă (Sterna hirundo), Sterna paradisaea, chiră mică (Sternula albifrons), călifar alb (Tadorna tadorna), fluierar negru (Tringa erythropus), fluierar de mlaștină (Tringa glareola), fluierarul cu picioare roșii (Tringa totanus)

Pe lângă speciile protejate, pe teritoriul sitului au mai fost identificate 12 specii de plante, 1 specie de nevertebrate.